# Geal-charn
Geal-charn är ett berg i Storbritannien.   Det ligger i kommunen Highland och riksdelen Skottland, i den norra delen av landet, 600 km norr om huvudstaden London. Toppen på Geal-charn är 917 meter över havet, eller 193 meter över den omgivande terrängen. Bredden vid basen är 2,2 km. Geal-charn ligger vid sjön Loch Ericht.
Terrängen runt Geal-charn är huvudsakligen kuperad.  Trakten runt Geal-charn är nära nog obefolkad, med mindre än två invånare per kvadratkilometer. Omgivningarna runt Geal-charn är i huvudsak ett öppet busklandskap.